# Вальгрегентіно
Вальгрегентіно, Вальґреґентіно (італ. Valgreghentino) — муніципалітет в Італії, у регіоні Ломбардія,  провінція Лекко.
Вальгрегентіно розташоване на відстані близько 500 км на північний захід від Рима, 40 км на північний схід від Мілана, 8 км на південь від Лекко.
Населення — 3446 осіб (2014).
Щорічний фестиваль відбувається 23 квітня. Покровитель — святий Юрій.

## Демографія
Населення за роками:

Станом на 1 січня 2023 року в муніципалітеті офіційно проживали 62 іноземці з 25 країн, серед них 6 громадян країн Євросоюзу та 9 громадян України.

## Сусідні муніципалітети
- Айруно
- Колле-Бріанца
- Гальб'яте
- Ольджинате